# Alekszej Vlagyimirovics Nyikancsikov
Alekszej Vlagyimirovics Nyikancsikov (oroszul: Алексей Владимирович Никанчиков) (Jagodnoje, 1940. július 30. – Minszk, 1972. január 28.) szovjet színekben világbajnok, olimpiai ezüstérmes orosz párbajtőrvívó.